# Alpenballade

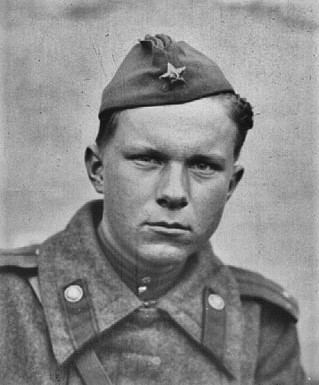
Wassil Bykau im Jahr 1944

Alpenballade (belarussisch Альпійская балада Alpijskaja balada, russisch Альпийская баллада Alpijskaja ballada) ist eine Novelle des belarussischen Schriftstellers Wassil Bykau aus dem Jahr 1964. Der von Michail Gorbatschow im selben Jahr ins Russische übersetzte Text wurde 1964 in den Nummern 12 bis 16 der Wochenzeitung Ogonjok abgedruckt.

## Inhalt
Vorgeschichte
Der 25-jährige Traktorist Iwan Tereschka, ein Kriwitsche aus dem belarussischen Tereschki, war zu Anfang des Krieges an der sowjetischen Nordwestfront Ordonnanz bei seinem Kompaniechef Oberleutnant Glebow gewesen. Mit zwei Tapferkeitsmedaillen dekoriert und mit einer Dankurkunde vom Kommando ausgezeichnet, hatte ein entscheidender Moment sein Leben verändert. Iwan war vor einem deutschen Panzer geflohen, in ein deutsches Bajonett hineingerannt und in Gefangenschaft geraten.
Bereits dreimal, zuletzt in Schlesien, war Iwan aus deutschen Gefangenenlagern geflohen. Einmal war er sogar fast bis Shitomir gekommen.
Handlung
Iwans vierte Flucht aus der Gefangenschaft.
Aus dem Sommer 1944, in dem die Rote Armee auf dem Vormarsch gen Berlin die sowjetische Westgrenze überschreitet, werden drei Tage in der Nähe einer österreichischen Stadt inmitten der Berge beschrieben.  Fünf Kriegsgefangene unterschiedlicher Nationalität, Häftlinge aus einem deutschen KZ, müssen morgens in einer bombardierten Fabrik Blindgänger entschärfen. Der Kommandoführer SS-Mann Sandler raucht in achtbarer Entfernung und ruft Iwan Tereschka zu sich. Als eine der in der Nacht abgeworfenen Fliegerbomben donnernd detoniert, kann Iwan seinen Peiniger Sandler niederschlagen, ihm die Pistole mit sechs Schuss Munition entreißen und in die waldigen Berge fliehen. Beim Kampf gegen einen Wolfshund, den die SS auf Iwan hetzt, wird der Flüchtling unterhalb des Knies verletzt. 
Die Detonation in der Fabrik hat auch ein weiblicher politischer KZ-Häftling, die junge Giulia Novelli aus Rom, zur Flucht aus dem Todeslager „mit SS-Leuten, ... Krematoriumsgestank und dem verhaßten Gekläff der Schäferhunde“ genutzt. Die Kommunistin Giulia war dem Vater, der in Rom Polizisten kommandiert, nach Neapel weggelaufen und hatte dort gegen die Faschisten gekämpft.
Die beiden fliehen südwärts. Iwan will in den Reihen der Triester Partisanen gegen die Faschisten antreten. Giulia folgt Iwan in Pantinen. Einem älteren korpulenten österreichischen Waldhüter entwendet Iwan die Jacke und trockenes Brot. Die beiden Flüchtlinge marschieren bergauf und frieren selbst beim Klettern. Iwan bemerkt Giulias Erschöpfung. Ihnen begegnet ein geisteskranker Häftling. Letzterer droht mit Anzeige bei der Gestapo, falls Iwan kein Brot abgibt. Iwan bringt den Geisteskranken nicht um, sondern gibt ihm ein Stück Brot. Der kranke Häftling macht sich davon, taucht später wieder auf und fleht neuerlich um Brot.
Als Giulia schlappmacht, trägt Iwan, der breitschultrige Mann mit dem lädierten Knie, das zierliche Mädchen Huckepack bergan. Wassil Bykau beschreibt die über den gesamten Text hinweg fortschreitende körperliche Annäherung zwischen Mann und Frau: „Wenn seine [Iwans] Kräfte es erlaubt hätten, würde er sie, die so ergeben auf seinem Rücken hockte, bis ans Ende der Welt getragen haben.“ Am dritten Tage der gemeinsamen Flucht erlebt Iwan zum ersten Mal das Wunder der Liebe.
Das Liebespaar hat kein Glück. Offenbar hat die SS den geisteskranken Häftling gefasst, denn er befindet sich gefesselt inmitten des deutschen Suchtrupps, der Iwan und Giulia auf den Fersen ist. Deren Flucht bergan endet vor einem Abgrund. Als die SS vier Wolfshunde loslässt, wirft Iwan seine Giulia mit kühnem Schwung hinab in eine Schneemulde. Einen der Hunde trifft Iwan in den Rachen. Ein zweiter Hund springt Iwan an und tötet den Soldaten mit einem Biss in die Kehle.
Epilog
Ein Österreicher hatte Giulia aus der Mulde geborgen und das Leben gerettet. 19 Jahre später: Unterstützt von ihrem 18-jährigen Sohn Giovanni macht Giulia die Angehörigen Iwans in Belarus ausfindig und bittet um ein Foto des geliebten Toten.

## Verfilmung
- 1965 Sowjetunion, Belarusfilm[14]: Alpenballade[15], Film von Boris Michailowitsch Stepanow[16] mit Stanislaw Ljubschin als Iwan Tereschka und Ljubow Rumjanzewa[17] als Giulia Novelli.

## Deutschsprachige Ausgaben
- Alpenballade. Geschichte einer Liebe. Aus dem Russischen von Dieter Pommerenke. Verlag der Nation, Berlin 1970
- Alpenballade. Aus dem Russischen von Dieter Pommerenke. S. 241–385 in Wassil Bykau: Novellen. Band 1. Verlag Volk und Welt. Berlin 1976 (1. Aufl., verwendete Ausgabe)